# Ла-Пунта (Мексика)
Ла-Пунта (исп. La Punta) — посёлок в центральной части Мексики, на территории штата Агуаскальентес. Входит в состав муниципалитета Косио.

## Географическое положение
Ла-Пунта расположена на севере штата, на расстоянии приблизительно 42 километров к северу от города Агуаскальентес. Через населённый пункт проходит федеральная автотрасса 45. Абсолютная высота — 1957 метров над уровнем моря.

## Население
Согласно данным, полученным в ходе проведения официальной переписи 2005 года, в посёлке проживало 2197 человек (1067 мужчин и 1130 женщин). Насчитывался 471 дом. По возрастному диапазону население распределилось следующим образом: 47,1 % — жители младше 18 лет, 46,4 % — между 18 и 59 годами и 6,5 % — в возрасте 60 лет и старше. Уровень грамотности среди жителей старше 15 лет составлял 96,5 %.
По данным переписи 2010 года, численность населения Ла-Пунты составляла 2416 человек. Динамика численности населения посёлка по годам:
| 2000 | 2005 | 2010 |
| ---- | ---- | ---- |
| 1855 | 2197 | 2416 |